# Aprostoma filum
Aprostoma filum là một loài bọ cánh cứng trong họ Zopheridae. Loài này được Guerin miêu tả khoa học năm 1840.